# Linhares Futebol Clube
Maillots
Le Linhares Futebol Clube est un club brésilien de football basé à Linhares dans l'État de l'Espírito Santo. 

## Historique
Champion de l'Esperito Santo en 2007.